# Nandgaon Khandeshwar
Nandgaon Khandeshwar est une ville du district d'Amravati dans l'État du Maharashtra en Inde. 
Selon le recensement de l'Inde de 2011, la localité compte une population de 129 810 habitants.